# 4707 Khryses
4707 Khryses (1988 PY) là một thiên thể Troia của Sao Mộc, trong nhóm Troia, được phát hiện ngày 13 tháng 8 năm 1988 bởi C. Shoemaker ở Palomar.